# Филимонов, Александр Николаевич
Александр Николаевич Филимонов (22 ноября 1927, Стерлитамак, Башкирская АССР — 17 августа 1999, Нефтеюганск, Ханты-Мансийский автономный округ) — советский нефтяник, директор Усть-Балыкской конторы бурения треста «Сургутбурнефть» Главтюменнефтегаза Министерства нефтяной промышленности СССР, Ханты-Мансийский национальный округ. Герой Социалистического Труда.

## Биография
В 1946 году окончил Ишимбайский нефтяной техникум по специальности «техник-технолог» и в 1963 году — Уфимский нефтяной институт по специальности «горный инженер».
С 1964 по 1971 года — директор Усть-Балыкской конторы бурения треста «Тюменьнефтегаз», с 1971 по 1977 года — начальник Нефтеюганского УБР.
Досрочно выполнил личные социалистические обязательства и плановые производственные задания Восьмой пятилетки (1966—1970). 30 марта 1971 года Указом Президиума Верховного Совета СССР удостоен звания Героя Социалистического Труда «за выдающиеся заслуги в выполнении заданий пятилетнего плана по добыче нефти и достижение высоких технико-экономических показателей в работе» с вручением ордена Ленина и золотой медали Серп и Молот.
С 1977 по 1982 года — начальник ПО «Урайнефтегаз», с 1982 по 1987 года — управляющий трестом «Юганскнефтеспецстрой».
Похоронен в городе Нефтеюганске Ханты-Мансийского автономного округа.
В память о Александре Николаевиче в Нефтеюганске одна улица была названа в его честь.

## Награды
- Награждён Орденом Трудового Красного Знамени (1981), медалями.
- Почётный нефтяник СССР (1970).
- Почётный гражданин Нефтеюганска (1997).